# ジェーン・スターリング

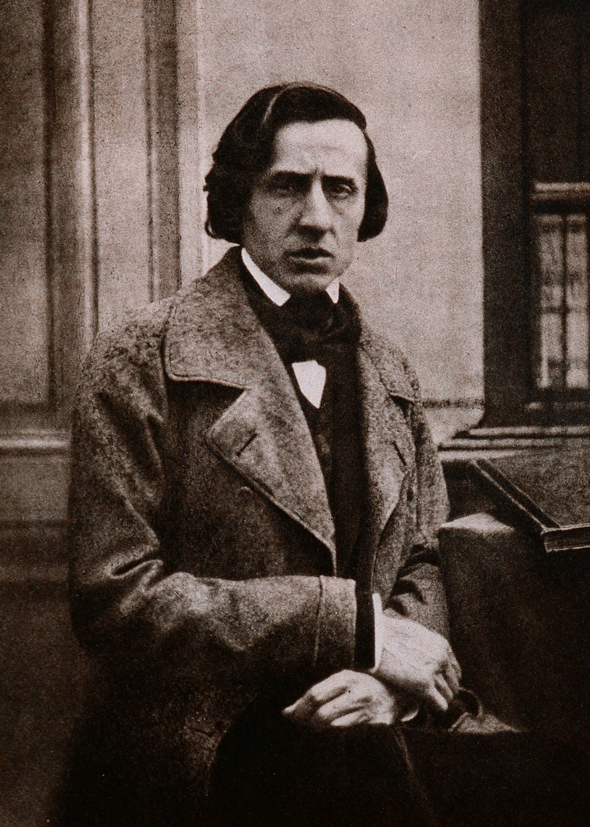
ショパンの死の直前に撮影された写真

ジェーン・ウィルヘルミナ・スターリング（Jane Wilhelmina Stirling1804年7月15日 - 1859年2月6日）は、スコットランドのアマチュア・ピアニスト。作曲家のフレデリック・ショパンとの関係がよく知られており、ショパンの夜想曲のうち2曲が彼女に献呈されている。スターリングはショパン晩年の1848年にイングランドとスコットランドを巡るたびに彼を案内しており、1849年の彼の死後は身の回りのものや草稿の処分を任された。2人が恋人関係にあったという証拠は全くないが、彼女はショパンの死後、しばしば「ショパンの未亡人」と呼ばれた。

## 生涯
スターリングはペースシャー、ダンブレンに近いキッペンロス・ハウス（Kippenross House）のキッペンダヴィー（Kippendavie）領主、ジョン・スターリング（John-）の13人の子どもの末娘として生まれた。一家はスコットランドの貴族の家系で、彼女はその末裔にあたる。母は彼女が12歳の時に、また父は彼女が16歳の時にそれぞれ死亡しており、その遺産によりスターリングは若くして裕福となった。その後彼女は、夫を失った29歳の姉のキャサリン・アースキン（Katherine Erskine）の世話になる。スターリングは非常にかわいらしく人気者で、30の求婚を断ったともいわれている。1826年からは、彼女と姉はスコットランドとパリに生活の場を分かつことになった。彼女は音楽や美術だけでなく、拘置所の改築やホメオパシー、プロテスタントの運動にも加わるなどしていた。
彼女がショパンと出会ったのは1842年 もしくは1843年 のことで、すぐさま彼の弟子となった。彼女のピアニストとしての才能は、ショパンが彼女を評した言葉から明らかである。「いつかあなたは、とても、とても上手く弾けますよ。」彼は自らの死期が迫ると、弟子の1人であったヴェラ・ルビオ（Vera Rubio）にスターリングの指導を託している。1844年、ショパンはOp.55の2曲の夜想曲（第15番と第16番）を彼女に献呈した。また彼女がチェロを習いたいと希望したため、ショパンは彼女を友人のオーギュスト・フランショームの元へ向かわせた。
スターリングはショパンと共同で、7巻にのぼる彼の作品の大半を収めたフランス語版作品集をまとめ、ジャンル別の索引を構築した。この作品集は後年、フランスの音楽学者でショパンの伝記作家であるエドゥアール・ガンシュが、ショパンのオックスフォードオリジナル版を作成するのに用いている。しかしながら、ショパン自身がこの作品集を基礎的な自作の校訂集としようとしたかについては、疑問の余地が残るところである。スターリングは彼の秘書、代理人、マネージャーも務めていた。1848年2月16日のサル・プレイエルでの演奏会を仕切ったのは彼女であり、暖房、換気、献花にまで気を配った。この演奏会の最後の演目は「舟歌 嬰ヘ長調」であったが、疲れきったショパンは最後まで弾き切ることができなかった。なんとか自力で控え室まで戻った彼は、スターリングの腕に倒れ込んだ。結局これが彼の最後のパリでの演奏会となる。同地では3月にもコンサートの計画が立てられていたものの、2月23日に革命が勃発して多くの人が街から避難したのである。これによりショパンの生計は途端に立ち行かなくなってしまった。
スターリングと彼女の姉は、ショパンにイングランドで連続演奏会を開くことを持ちかけた。病を患っていた彼は遠出には消極的であったが、演奏旅行で得られる資金が必要であったため提案に同意した。一行は1848年4月20日にロンドンに向かって旅立った。スターリングを通じ、ショパンはイギリス社交界の上流階級の面々に紹介された。5月15日の私的な演奏会において、彼はヴィクトリア女王とアルバート公の御前で演奏している（しかし、時おりいわれるように彼がバッキンガム宮殿に招かれて演奏したという事実はない）。8月までにロンドンでのシーズンは終わりを迎え、ショパンはスターリングの実家があるスコットランドに赴くことにした。彼らは皆、エディンバラに程近いカルダー邸（Calder House） に宿泊した。これはスターリング姉妹の義理の兄弟にあたる、スコットランド貴族のトーフィッケン閣下 の居城であった。ショパンは町から町へ引っ張られるようにして、裕福な親戚に次から次へと会わされていったが、フランス語とポーランド語しか話せないショパンは、いつも会わされた多くの人びとと会話することも出来ず、健康状態をさらに悪化させただけであった。8月28日にはマンチェスターで3曲演奏することになったが、あまりに弱っていた彼は担がれて舞台への上り下りを行った。この旅行にかかった費用は全てスターリングが支払った。ショパンが最後の遺言をしたためたのは、旅行の最中の10月の暮れに数日滞在したポーランドのウィシュツジニスキ医師（？ Adam Łyszczyński）の家でのことだった。「万一私がどこかで急死するようなことになったら、将来私の原稿は処分等がなされるように。」と友人のヴォイチェフ・グジマワに宛てて書き送ったのである。

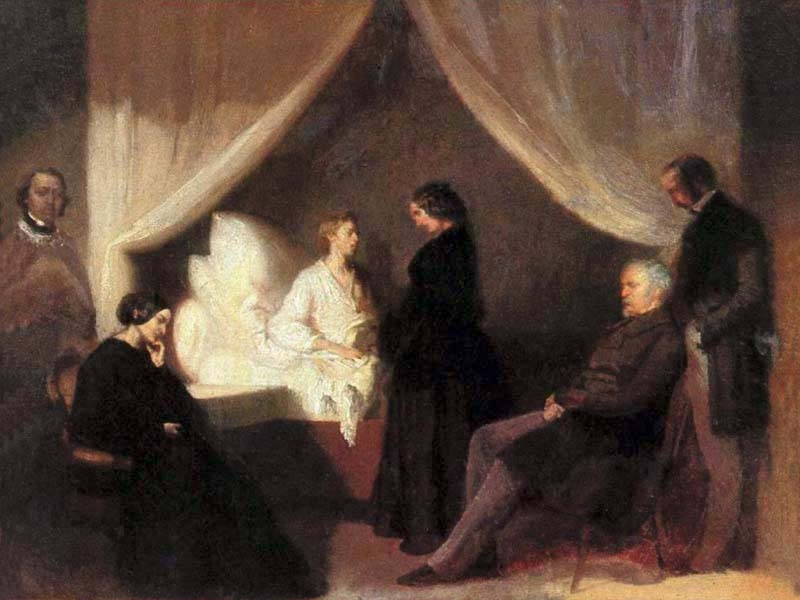
「死の床にあるショパン Chopin on His Deathbed」 1849年

1804年7月、ジョルジュ・サンドと同じ月に生まれたスターリングはショパンより6歳年上であったが、この頃にはショパンとスターリングがまもなく婚約するという噂が広く囁かれた。しかし、これは現実のものとなることはなかった。ショパンの手紙の中には、彼女に対して恋愛感情を持ったということを示す記述は一切ない。それどころか、彼女はしばしばショパンを退屈させていた。彼は友人にこう述べている。「皆が私をスターリング嬢と結婚させたようだが、彼女は死に嫁いだ方がマシだよ。」
ショパンのイギリス最後の演奏会が11月16日、ロンドンのギルドホール で行われたが、これは彼の深刻な病状を押しての公演となった。一行は11月24日にパリに帰り着いた。送られてきた山のような請求書は、スターリングが匿名で支払った。
ショパン最期の時が迫った1849年、スターリングはポーランドの画家であるテオフィル・クヴィアトコフスキ にショパンの油彩画を委嘱した。この絵にはショパンの姉のルドヴィカ（Ludwika）や、マルツェリーナ・チャルトリスカ公爵夫人、グジマワなども一緒に描かれている。
1849年9月には、ショパンはヴァンドーム12のアパートを借りた。7室ある2階は以前ロシア大使館が入居していた物件であった。ショパンにはその賃料をまかなうことは出来なかったが、スターリングが彼のためにここを借りたのである。
ショパンが死亡する10月17日の数日前、彼女は彼のグランドピアノを買い取った。また、彼女は彼の葬儀にかかった全費用、ショパンの姉のルドヴィカがワルシャワへ戻るための旅費、そしてショパンのピアノをワルシャワのルドヴィカの元へ輸送する費用の全てを負担した。彼女はショパンが遺した家具や身の回りのもの全てを買い取り、中にはオーギュスト・クレサンジェが作製したショパンのデスマスクも含まれていた。彼女は家具類の一部をカルダー邸へと運び、ショパン博物館として知られるようになった特別室に展示されていた。さらに、彼女は様々な自筆譜、スケッチ、書簡やその他の書類、手書きのコメント、異稿、献辞なども集めた。彼女はルドヴィカとかなりの数の書簡をやり取りして、ショパンの未出版作品を遺作として世に出すことを検討しており、現在これらのうち25通がワルシャワのショパン博物館に収められている。

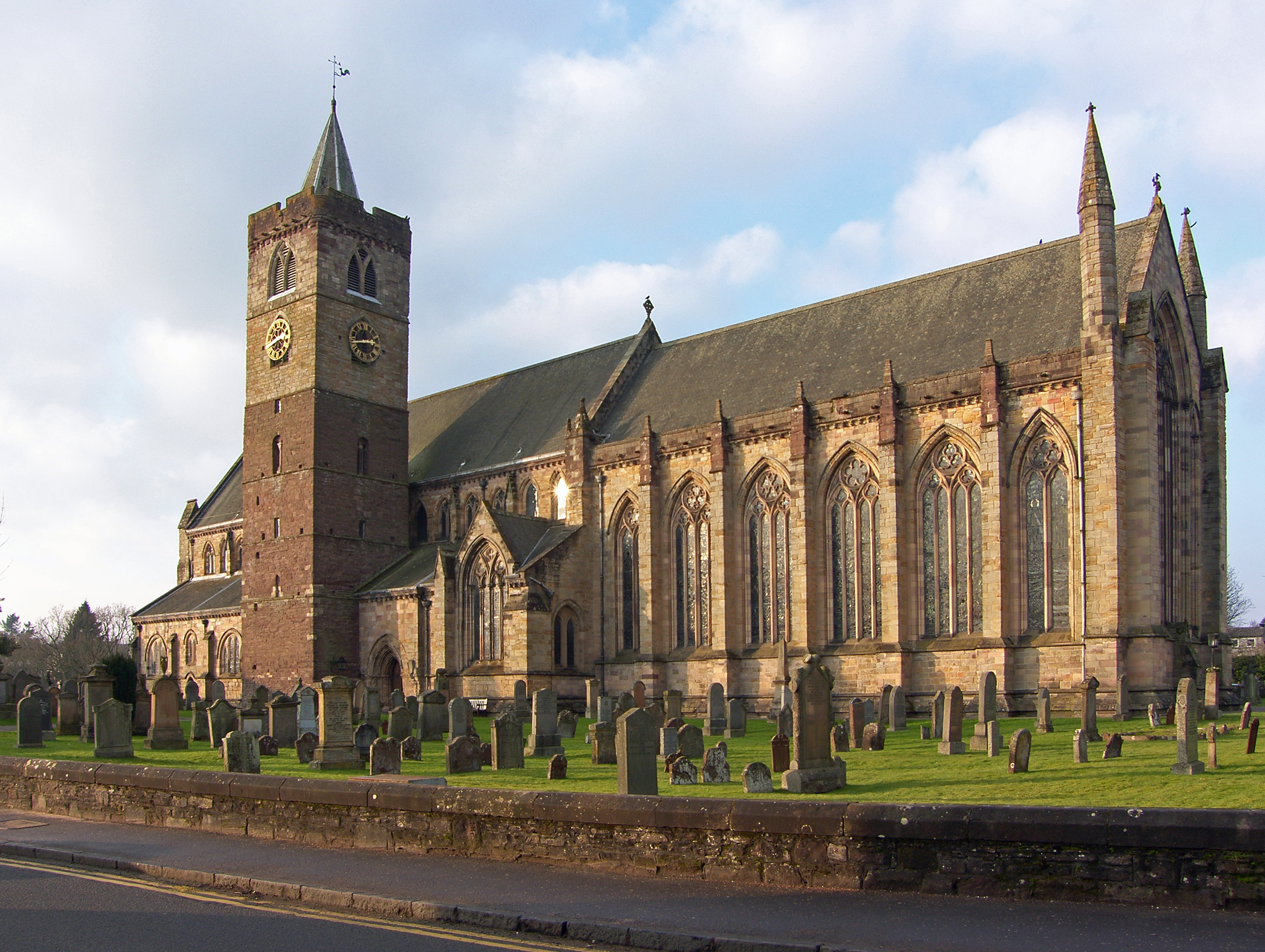
ダンブレン聖堂

ショパンはスターリングに、彼女だけが自分の本当の誕生日を知っている人物だと話していた。彼女はこれを書きとめ、箱に収めてペール・ラシェーズ墓地に彼の亡骸と共に埋めた。ショパン一周忌の際には、彼女はルドヴィカを通じて手に入れたポーランドの土をショパンの墓の上に撒いている。
彼女はショパンの弟子の一人であったトマス・テレフセンからも、ピアノの教えを受けている。
スターリングは1859年2月6日、卵巣嚢腫によって54年の生涯を閉じた。彼女は2月11日にダンブレン聖堂の敷地内に埋葬された。彼女はショパンの母のユスティナにショパン博物館を遺贈したいという遺言を残していた。1863年にロシアがワルシャワに攻め入った際、それらの多くが破壊されてしまう。現存している品には、彼女がしまっていたショパンのとび色の髪がある。

## 伝記
ジェーン・スターリングに関する初めての伝記が、1960年にAudrey Evelyn Boneによって著されている。

## 異説： ジェニー・リンド
ジェーン・スターリングと姉のキャサリン・アースキンによってなされたショパンに対する資金援助は、実際はスウェーデンのソプラノ歌手であるジェニー・リンドによってなされたのではないかという主張もある。スターリング姉妹は単に、リンドの匿名性を守っただけだという説である。彼女らの父の遺言によって残された資金はわずか300ポンドであり、これではどうしてもショパンに対して行ったかなりの額にのぼる援助資金をまかなうことはできないのである。